# Euroligue féminine de basket-ball 2006-2007
Navigation
Saison précédente Saison suivante
L’Euroligue féminine est une compétition de basket-ball féminin rassemblant les meilleurs clubs d’Europe. La saison 2006-2007 mit aux prises 18 équipes de 10 pays différents. Le tirage au sort des groupes fut effectué le 6 août 2006 au Arabella Sheraton Hotel de Munich.
La compétition débuta le 1er novembre 2006 et se termina le 1er avril 2007 par le triomphe du Spartak Moscou qui, après avoir enlevé l’EuroCup en 2006, a remporté le titre suprême (et ce à domicile) pour sa première participation à la compétition. Ce titre marque également le couronnement d’un effectif composé de très fortes individualités, notamment de nombreuses internationales américaines.

## Équipes participantes et groupes
| Groupe A              | Groupe B                  | Groupe C            |
| --------------------- | ------------------------- | ------------------- |
| Wisła Cracovie        | Bourges Basket            | Gambrinus Brno      |
| USO Mondeville        | Dexia Namur               | UMMC Ekaterinburg   |
| Spartak Moscou Région | MiZo Pécs                 | Lotos Gdynia        |
| Famila Schio          | USK Prague                | Fenerbahçe İstanbul |
| MKB Sopron            | Halcón Avenida Salamanque | Ros Casares Valence |
| TEO Vilnius           | CSKA Samara               | US Valenciennes     |

NB : sont absentes de la carte les villes de Samara (800 km à l’est de Moscou) et de Iekaterinbourg (1 600 km à l’est de Moscou).

## Déroulement

### 1ertour
|  | Les cinq premiers de chaque groupe, ainsi que le meilleur sixième, se qualifient pour les huitièmes de finale. |
|  | Éliminés |

Le classement s’établit selon les critères habituels de la FIBA:
- Nombre de points : victoire = 2 pts ; défaite = 1 pt ; forfait = 0 pt (bilan) ;

Si deux équipes (ou davantage) présentent le même bilan, elles sont départagées comme suit :
- Nombre de victoires-défaites lors des matches ayant opposé les équipes ex æquo ;
- Quotient points marqués / points encaissés lors des matches ayant opposé les équipes ex æquo (point-average) ;
- Quotient points marqués / points encaissés sur l’ensemble des matches (goal-average).

#### Groupe A
| - 1re journée Sopron - TS Wisła Kraków : 83-58 TEO Vilnius - Spartak Moscou : 47-61 Famila Schio - Mondeville : 67-85 - 2e journée TEO Vilnius - Famila Schio : 71-65 TS Wisła Kraków - Spartak Moscou : 58-72 Mondeville - Sopron : 56-69 - 3e journée Sopron - TEO Vilnius : 85-76 Mondeville - TS Wisła Kraków : 88-81 Famila Schio - Spartak Moscou : 31-81 - 4e journée TEO Vilnius - Mondeville : 72-66 Spartak Moscou - Sopron : 76-59 TS Wisła Kraków - Famila Schio : 78-60 - 5e journée TEO Vilnius - TS Wisła Kraków : 75-72 Sopron - Famila Schio : 86-41 Mondeville - Spartak Moscou : 61-75 |  | - 6e journée Spartak Moscou - TEO Vilnius : 77-46 TS Wisła Kraków - Sopron : 78-66 Mondeville - Famila Schio : 84-68 - 7e journée Spartak Moscou - TS Wisła Kraków : 65-78 Sopron - Mondeville : 84-62 Famila Schio - TEO Vilnius : 46-66 - 8e journée Spartak Moscou - Famila Schio : 85-46 TEO Vilnius - Sopron : 65-60 TS Wisła Kraków - Mondeville : 81-70 - 9e journée Sopron - Spartak Moscou : 62-73 Mondeville - TEO Vilnius : 69-74 Famila Schio - TS Wisła Kraków : 67-75 - 10e journée Spartak Moscou - Mondeville : 88-69 TS Wisła Kraków - TEO Vilnius : 77-81 Famila Schio - Sopron : 68-73 |

Classement
| Rang | Équipe                | Pts | J  | V | D  | Pp  | Pc  | Diff |
| ---- | --------------------- | --- | -- | - | -- | --- | --- | ---- |
| 1    | Spartak Moscou Région | 19  | 10 | 9 | 1  | 753 | 557 | 196  |
| 2    | TEO Vilnius           | 17  | 10 | 7 | 3  | 673 | 678 | -5   |
| 3    | MKB Sopron            | 16  | 10 | 6 | 4  | 727 | 653 | 74   |
| 4    | Wisła Cracovie        | 15  | 10 | 5 | 5  | 736 | 727 | 9    |
| 5    | USO Mondeville        | 13  | 10 | 3 | 7  | 710 | 759 | -49  |
| 6    | Famila Schio          | 10  | 10 | 0 | 10 | 559 | 784 | -225 |

#### Groupe B
| - 1re journée Salamanque - Bourges : 58-74 VBM Samara - USK Blex Prague : 72-57 Pécs - Dexia Namur : 82-57 - 2e journée Bourges - : Pécs : 75-59 USK Blex Prague - Salamanque : 51-62 Dexia Namur - VBM Samara : 60-72 - 3e journée Bourges - Dexia Namur : 66-64 Salamanque - VBM Samara : 66-72 Pécs - USK Blex Prague : 76-50 - 4e journée VBM Samara - Pécs : 74-65 USK Blex Prague - Bourges : 53-57 Dexia Namur - Salamanque : 75-80 - 5e journée Bourges - VBM Samara : 63-61 Pécs - Salamanque : 65-57 USK Blex Prague - Dexia Namur : 62-53 |  | - 6e journée Bourges - Salamanque : 65-62 USK Blex Prague - VBM Samara : 60-71 Dexia Namur - Pécs : 66-58 - 7e journée VBM Samara - Dexia Namur : 65-47 Salamanque - USK Blex Prague : 74-68 Pécs - Bourges : 61-59 - 8e journée VBM Samara - Salamanque : 74-54 USK Blex Prague - Pécs : 56- 63 Dexia Namur - Bourges : 60-65 - 9e journée Bourges - USK Blex Prague : 67-54 Salamanque - Dexia Namur : 53-82 Pécs - VBM Samara : 71-69 - 10e journée VBM Samara - Bourges : 74-54 Salamanque - Pécs : 70-65 Dexia Namur - USK Blex Prague : 68-54 |

Classement
| Rang | Équipe                    | Pts | J  | V | D | Pp  | Pc  | Diff |
| ---- | ------------------------- | --- | -- | - | - | --- | --- | ---- |
| 1    | CSKA Samara               | 18  | 10 | 8 | 2 | 704 | 597 | 107  |
| 2    | Bourges Basket            | 18  | 10 | 8 | 2 | 643 | 606 | 37   |
| 3    | MiZo Pécs                 | 16  | 10 | 6 | 4 | 665 | 633 | 32   |
| 4    | Halcón Avenida Salamanque | 14  | 10 | 4 | 6 | 636 | 691 | -55  |
| 5    | Dexia Namur               | 13  | 10 | 3 | 7 | 632 | 655 | -23  |
| 6    | USK Prague                | 11  | 10 | 1 | 9 | 565 | 663 | -98  |

#### Groupe C
| - 1re journée Ekaterinbourg - Brno : 87-86 Ros Casares Valencia - Valenciennes : 81-58 Fenerbahçe - Gdynia : 79-59 - 2e journée US Valenciennes - Fenerbahçe : 78-82 ap Gdynia - Ekaterinbourg : 69-79 ap Brno - Ros Casares Valencia : 69-63 - 3e journée US Valenciennes - Gdynia : 75-67 Ros Casares Valencia - Ekaterinburg : 79-63 Fenerbahçe - Brno : 66-70 - 4e journée Brno - US Valenciennes : 62-46 Ekaterinbourg - Fenerbahçe : 61-49 Gdynia - Ros Casares Valencia : 61-83 - 5e journée Brno - Gdynia : 66-43 Fenerbahçe - Ros Casares Valencia : 71-66 US Valenciennes - Ekaterinbourg : 67-68 |  | - 6e journée US Valenciennes - Ros Casares Valencia : 69-76 Gdynia - Fenerbahçe : 64-68 Brno - Ekaterinburg : 64-45 - 7e journée Ekaterinbourg - Gdynia : 79-66 Fenerbahçe - US Valenciennes : 69-61 Ros Casares Valencia - Brno : 73-59 - 8e journée Ekaterinbourg - Ros Casares Valencia : 81-73 Brno - Fenerbahçe : 56-75 Gdynia - US Valenciennes : 70-68 - 9e journée US Valenciennes - Brno : 72-66 Fenerbahçe - Ekaterinburg : 81-67 Ros Casares Valencia - Gdynia : 76-50 - 10e journée Gdynia - Brno : 51-92 Ekaterinburg - Valenciennes : 67-73 Ros Casares Valencia - Fenerbahçe : 68-71 |

Classement
| Rang | Équipe              | Pts | J  | V | D | Pp  | Pc  | Diff |
| ---- | ------------------- | --- | -- | - | - | --- | --- | ---- |
| 1    | Fenerbahçe İstanbul | 18  | 10 | 8 | 2 | 711 | 650 | 61   |
| 2    | Gambrinus Brno      | 16  | 10 | 6 | 4 | 690 | 621 | 69   |
| 3    | Ros Casares Valence | 16  | 10 | 6 | 4 | 738 | 652 | 86   |
| 4    | UMMC Ekaterinburg   | 16  | 10 | 6 | 4 | 697 | 707 | -10  |
| 5    | US Valenciennes     | 13  | 10 | 3 | 7 | 667 | 708 | -41  |
| 6    | Lotos Gdynia        | 11  | 10 | 1 | 9 | 600 | 765 | -165 |

## Tableau final

### Classement du1ertour
À l’issue de ce premier tour, le classement qui sert à déterminer les huitièmes de finale est le suivant :
Classement
| Rang | Équipe                    | Victoires-Défaites | Goal-average |
| ---- | ------------------------- | ------------------ | ------------ |
| 1    | Spartak Moscou Région     | 9-1                | 1,352        |
| 2    | CSKA Samara               | 8-2                | 1,179        |
| 3    | Fenerbahçe İstanbul       | 8-2                | 1,094        |
| 4    | Bourges Basket            | 8-2                | 1,082        |
| 5    | TEO Vilnius               | 7-3                | 0,993        |
| 6    | Ros Casares Valence       | 6-4                | 1,132        |
| 7    | MKB Sopron                | 6-4                | 1,113        |
| 8    | Gambrinus Brno            | 6-4                | 1,111        |
| 9    | MiZo Pécs                 | 6-4                | 1,051        |
| 10   | UMMC Ekaterinburg         | 6-4                | 0,986        |
| 11   | Wisła Cracovie            | 5-5                | 1,012        |
| 12   | Halcón Avenida Salamanque | 4-6                | 0,920        |
| 13   | Dexia Namur               | 3-7                | 0,947        |
| 14   | US Valenciennes           | 3-7                | 0,942        |
| 15   | USO Mondeville            | 3-7                | 0,935        |
| 16   | USK Prague                | 1-9                | 0,852        |

Celui-est déterminé par le ratio victoires/défaites puis, si nécessaire, par le ratio points marqués/points encaissés.
Deux équipes issues du même groupe du premier tour ne peuvent se rencontrer lors des huitièmes. Ainsi, Fenerbahçe, qui devait rencontrer Valenciennes avec ce classement, rencontrera finalement Dexia Namur.

### Tableau
Les huitièmes et les quarts de finale se déroulent au meilleur des trois matchs, le match d’appui éventuel se déroulant chez l’équipe recevant lors du premier match. (* précède le score de l’équipe jouant à domicile.) 

Le Final Four s'est tenu du 30 mars au 1er avril à Vidnoïe, siège du Spartak région de Moscou, une des quatre équipes qualifiées. Le choix avait été fait par la FIBA Europe le 2 mars.
|  | Huitièmes de finale    | Huitièmes de finale         |               |                              | Quarts de finale             | Quarts de finale         |               |  | Demi-finales                | Demi-finales                |  |  | Finale                       | Finale                       |
|  | Huitièmes de finale    | Huitièmes de finale         |               |                              | Quarts de finale             | Quarts de finale         |               |  | Demi-finales                | Demi-finales                |  |  | Finale                       | Finale                       |
|  |                        |                             |               |                              |                              |                          |               |  |                             |                             |  |  |                              |                              |
|  | 30 jan ; 2 fév         | 30 jan ; 2 fév              |               |                              | 20 fév ; 23 fév ; 28 fév     | 20 fév ; 23 fév ; 28 fév |               |  | Ven 30 mars 18:00 - Vidnoïe | Ven 30 mars 18:00 - Vidnoïe |  |  | Dim 1er avr. 19:15 - Vidnoïe | Dim 1er avr. 19:15 - Vidnoïe |
|  | 30 jan ; 2 fév         | 30 jan ; 2 fév              |               |                              | 20 fév ; 23 fév ; 28 fév     | 20 fév ; 23 fév ; 28 fév |               |  | Ven 30 mars 18:00 - Vidnoïe | Ven 30 mars 18:00 - Vidnoïe |  |  | Dim 1er avr. 19:15 - Vidnoïe | Dim 1er avr. 19:15 - Vidnoïe |
|  | Moscou                 | *82 - 67                    |               |                              | 20 fév ; 23 fév ; 28 fév     | 20 fév ; 23 fév ; 28 fév |               |  | Ven 30 mars 18:00 - Vidnoïe | Ven 30 mars 18:00 - Vidnoïe |  |  | Dim 1er avr. 19:15 - Vidnoïe | Dim 1er avr. 19:15 - Vidnoïe |
|  | Moscou                 | *82 - 67                    |               |                              | 20 fév ; 23 fév ; 28 fév     | 20 fév ; 23 fév ; 28 fév |               |  | Ven 30 mars 18:00 - Vidnoïe | Ven 30 mars 18:00 - Vidnoïe |  |  | Dim 1er avr. 19:15 - Vidnoïe | Dim 1er avr. 19:15 - Vidnoïe |
|  | Prague                 | 54 - *52                    |               |                              | 20 fév ; 23 fév ; 28 fév     | 20 fév ; 23 fév ; 28 fév |               |  | Ven 30 mars 18:00 - Vidnoïe | Ven 30 mars 18:00 - Vidnoïe |  |  | Dim 1er avr. 19:15 - Vidnoïe | Dim 1er avr. 19:15 - Vidnoïe |
|  | Prague                 | 54 - *52                    | Moscou        | *58 - 81 - *72               |                              |                          |               |  | Ven 30 mars 18:00 - Vidnoïe | Ven 30 mars 18:00 - Vidnoïe |  |  | Dim 1er avr. 19:15 - Vidnoïe | Dim 1er avr. 19:15 - Vidnoïe |
|  | 30 jan ; 2 fév - 7 fév |                             | Moscou        | *58 - 81 - *72               |                              |                          |               |  | Ven 30 mars 18:00 - Vidnoïe | Ven 30 mars 18:00 - Vidnoïe |  |  | Dim 1er avr. 19:15 - Vidnoïe | Dim 1er avr. 19:15 - Vidnoïe |
|  |                        | Brno                        | 73 - *63 - 59 |                              |                              |                          |               |  | Ven 30 mars 18:00 - Vidnoïe | Ven 30 mars 18:00 - Vidnoïe |  |  | Dim 1er avr. 19:15 - Vidnoïe | Dim 1er avr. 19:15 - Vidnoïe |
|  | Brno                   | Brno                        | 73 - *63 - 59 | *80 - 56 - *67               |                              |                          |               |  | Ven 30 mars 18:00 - Vidnoïe | Ven 30 mars 18:00 - Vidnoïe |  |  | Dim 1er avr. 19:15 - Vidnoïe | Dim 1er avr. 19:15 - Vidnoïe |
|  | Brno                   | 20 fév ; 23 fév             |               | *80 - 56 - *67               |                              |                          |               |  | Ven 30 mars 18:00 - Vidnoïe | Ven 30 mars 18:00 - Vidnoïe |  |  | Dim 1er avr. 19:15 - Vidnoïe | Dim 1er avr. 19:15 - Vidnoïe |
|  | Pécs                   | 57 - *72 - 48               |               |                              |                              |                          |               |  | Ven 30 mars 18:00 - Vidnoïe | Ven 30 mars 18:00 - Vidnoïe |  |  | Dim 1er avr. 19:15 - Vidnoïe | Dim 1er avr. 19:15 - Vidnoïe |
|  | Pécs                   | 57 - *72 - 48               | Moscou        | 90                           |                              |                          |               |  |                             |                             |  |  | Dim 1er avr. 19:15 - Vidnoïe | Dim 1er avr. 19:15 - Vidnoïe |
|  | 30 jan ; 2 fév ; 7 fév |                             | Moscou        | 90                           |                              |                          |               |  |                             |                             |  |  | Dim 1er avr. 19:15 - Vidnoïe | Dim 1er avr. 19:15 - Vidnoïe |
|  |                        | Samara                      | 76            |                              |                              |                          |               |  |                             |                             |  |  | Dim 1er avr. 19:15 - Vidnoïe | Dim 1er avr. 19:15 - Vidnoïe |
|  | Sopron                 | Samara                      | 76            | *86 - 69 - *80               |                              |                          |               |  |                             |                             |  |  | Dim 1er avr. 19:15 - Vidnoïe | Dim 1er avr. 19:15 - Vidnoïe |
|  | Sopron                 | Ven 30 mars 20:30 - Vidnoïe |               | *86 - 69 - *80               |                              |                          |               |  |                             |                             |  |  | Dim 1er avr. 19:15 - Vidnoïe | Dim 1er avr. 19:15 - Vidnoïe |
|  | Iekaterinbourg         | 76 - *71 - 70               |               |                              |                              |                          |               |  |                             |                             |  |  | Dim 1er avr. 19:15 - Vidnoïe | Dim 1er avr. 19:15 - Vidnoïe |
|  | Iekaterinbourg         | 76 - *71 - 70               | Sopron        | 62 - *63                     |                              |                          |               |  |                             |                             |  |  | Dim 1er avr. 19:15 - Vidnoïe | Dim 1er avr. 19:15 - Vidnoïe |
|  | 30 jan ; 2 fév         |                             | Sopron        | 62 - *63                     |                              |                          |               |  |                             |                             |  |  | Dim 1er avr. 19:15 - Vidnoïe | Dim 1er avr. 19:15 - Vidnoïe |
|  |                        | Samara                      | *75 - 75      |                              |                              |                          |               |  |                             |                             |  |  | Dim 1er avr. 19:15 - Vidnoïe | Dim 1er avr. 19:15 - Vidnoïe |
|  | Samara                 | Samara                      | *75 - 75      | *85 - 76                     |                              |                          |               |  |                             |                             |  |  | Dim 1er avr. 19:15 - Vidnoïe | Dim 1er avr. 19:15 - Vidnoïe |
|  | Samara                 | 20 fév ; 23 fév             |               | *85 - 76                     |                              |                          |               |  |                             |                             |  |  | Dim 1er avr. 19:15 - Vidnoïe | Dim 1er avr. 19:15 - Vidnoïe |
|  | Valenciennes           | 75 - *70                    |               |                              |                              |                          |               |  |                             |                             |  |  | Dim 1er avr. 19:15 - Vidnoïe | Dim 1er avr. 19:15 - Vidnoïe |
|  | Valenciennes           | 75 - *70                    | Moscou        | 76                           |                              |                          |               |  |                             |                             |  |  |                              |                              |
|  | 30 jan ; 2 fév         |                             | Moscou        | 76                           |                              |                          |               |  |                             |                             |  |  |                              |                              |
|  |                        | Valence                     | 62            |                              |                              |                          |               |  |                             |                             |  |  |                              |                              |
|  | Vilnius                | Valence                     | 62            | *78 - 74                     |                              |                          |               |  |                             |                             |  |  |                              |                              |
|  | Vilnius                |                             |               | *78 - 74                     |                              |                          |               |  |                             |                             |  |  |                              |                              |
|  | Salamanque             | 66 - *68                    |               |                              |                              |                          |               |  |                             |                             |  |  |                              |                              |
|  | Salamanque             | 66 - *68                    | Vilnius       | 60 - *56                     |                              |                          |               |  |                             |                             |  |  |                              |                              |
|  | 30 jan ; 2 fév         |                             | Vilnius       | 60 - *56                     |                              |                          |               |  |                             |                             |  |  |                              |                              |
|  |                        | Bourges                     | *66 - 60      |                              |                              |                          |               |  |                             |                             |  |  |                              |                              |
|  | Bourges                | Bourges                     | *66 - 60      | *73 - 66                     |                              |                          |               |  |                             |                             |  |  |                              |                              |
|  | Bourges                | 20 fév ; 23 fév ; 28 fév    |               | *73 - 66                     |                              |                          |               |  |                             |                             |  |  |                              |                              |
|  | Mondeville             | 63 - *53                    |               |                              |                              |                          |               |  |                             |                             |  |  |                              |                              |
|  | Mondeville             | 63 - *53                    | Bourges       | 59                           |                              |                          |               |  |                             |                             |  |  |                              |                              |
|  | 30 jan ; 2 fév - 7 fév |                             | Bourges       | 59                           |                              |                          |               |  |                             |                             |  |  |                              |                              |
|  |                        | Valence                     | 73            |                              |                              |                          |               |  |                             |                             |  |  |                              |                              |
|  | İstanbul               | Valence                     | 73            | *80 - 59 - *84               |                              |                          |               |  |                             |                             |  |  |                              |                              |
|  | İstanbul               |                             |               | *80 - 59 - *84               |                              |                          |               |  |                             |                             |  |  |                              |                              |
|  | Namur                  | 66 - *66 - 56               |               | Match pour la 3e place       | Match pour la 3e place       |                          |               |  |                             |                             |  |  |                              |                              |
|  | Namur                  | 66 - *66 - 56               | İstanbul      | Match pour la 3e place       | Match pour la 3e place       | *69 - 53 - *80           |               |  |                             |                             |  |  |                              |                              |
|  | 30 jan ; 2 fév         | 30 jan ; 2 fév              | İstanbul      | Dim 1er avr. 17:00 - Vidnoïe | Dim 1er avr. 17:00 - Vidnoïe | *69 - 53 - *80           |               |  |                             |                             |  |  |                              |                              |
|  | 30 jan ; 2 fév         | 30 jan ; 2 fév              |               | Dim 1er avr. 17:00 - Vidnoïe | Dim 1er avr. 17:00 - Vidnoïe | Valence                  | 67 - *71 - 82 |  |                             |                             |  |  |                              |                              |
|  | Valence                | *80 - 67                    | Samara        | 68                           |                              | Valence                  | 67 - *71 - 82 |  |                             |                             |  |  |                              |                              |
|  | Valence                | *80 - 67                    | Samara        | 68                           |                              |                          |               |  |                             |                             |  |  |                              |                              |
|  | Cracovie               | 72 - *57                    |               | Bourges                      | 59                           |                          |               |  |                             |                             |  |  |                              |                              |
|  | Cracovie               | 72 - *57                    |               | Bourges                      | 59                           |                          |               |  |                             |                             |  |  |                              |                              |

L’Américaine du Spartak Moscou Tina Thompson a été nommée MVP du Final Four.

Les demi-finales devaient opposer Bourges au Spartak Moscou et Samara à Valence. Mais le règlement de la FIBA stipule que, lorsque deux équipes du même pays sont qualifiées pour le Final Four, elles doivent obligatoirement s’affronter en demi-finale, même si le tableau final ne l’exigeait pas.

## All-Star Game

### Résultats
La 2e édition du All-Star Game de l’Euroligue a eu lieu le 8 mars 2007 à Valence en Espagne. Ce match a opposé une sélection de joueuses européennes à une sélection du Reste du monde.
Europe - Reste du monde : 80 - 93
L’Américaine Cappie Pondexter (Fenerbahçe SK) a été élue MVP de ce All Star Game.
La Française Caroline Kœchlin-Aubert (USO Mondeville) a quant à elle remporté le concours de tirs à 3 points en battant en finale Nicole Powell.

### Composition des équipes
| Europe Nevriye Yılmaz Amaya Valdemoro Eva Vítečková Elisa Aguilar Agnieszka Bibrzycka Evanthía Máltsi Maria Stepanova Sandrine Gruda Sviatlana Volnaya Dalma Ivanyi Caroline Kœchlin-Aubert Réka Cserny Entraîneurs Igor Grudin Manolo Real |  | Reste du monde DeLisha Milton-Jones Nicole Powell Tamika Whitmore Cappie Pondexter Katie Douglas Katryna Gaither Deanna Nolan Vickie Johnson Cheryl Ford Kristi Harrower Dominique Canty Penelope Taylor Entraîneurs Natália Hejková Zafer Kalaycıoğlu |